# Carola Grey
Carola Grey, eigentlich Carola Gschrey, (* 5. August 1968 in Zorneding) ist eine Jazz- und Fusion-Schlagzeugerin und Komponistin.

## Leben und Wirken
Carola Gschrey wurde in Zorneding in der Nähe von München geboren und besuchte von 1978 bis 1987 das Humboldt-Gymnasium Vaterstetten in Baldham. Zunächst erlernte sie das Klavierspiel und wollte Konzertpianistin werden. Dann im Alter von elf Jahren begann sie, Schlagzeug zu spielen. Mitte der 1980er Jahre spielte sie als Schlagzeugerin in einer Bierzelt-Kapelle. Über eine Schülerband kam sie zum Jazz und spielte mit 17 Jahren das erste Mal im Jazzclub Unterfahrt.
Nach dem Abitur studierte sie an der Musikhochschule Köln bei Joachim Ullrich. Sie ging nach New York, wo Billy Hart ihr Mentor wurde und sie sechs Jahre lebte – unter anderem spielte sie in der Gothic-Band Maria Excommunikata und nahm die ersten eigenen Alben auf. 1996 kehrte sie nach München zurück; in Deutschland entstand ihr drittes Album Girls Can’t Hit mit Nähen zu Ambient und Drum & Bass. 1999 wirkte sie in Indien mit dem Musiker T. V. Gopalakrishnan (u. a. mit George Harrison) beim „Karnatik Jazz Projekt“ mit.
Carola Grey veröffentlichte mehrere CDs unter eigenem Namen, für die sie auch die Musik komponierte. Diese schafften es zum Teil bis in die Top Ten der amerikanischen Jazz-Charts. Sie erhielt dafür Preise wie den Bayerischen Kulturpreis oder den Jazzpreis Burghausen. Unter anderem spielte sie mit Craig Handy, Lonnie Plaxico, Mike Stern, Ron McClure, Fiona Burnett oder Ravi Coltrane. Weiter gab sie Duokonzerte mit bekannten Bassisten wie Rocco Prestia, Jeff Berlin oder Stuart Hamm und auch Soloshows.
Grey erlangte den Ruf, Deutschlands bekannteste moderne Schlagzeugerin zu sein. Sie tritt mit ihren beiden Bands auf, der Jazzrockband „Noisy Mama“ und der Rock/Pop-Band „Babelfish“ durch Europa. Auch gehört sie zum Trio von Thomas Fink. Von Herbst 2013 bis Anfang 2014 tourte Grey mit „Noisy Mama“ und bekannten einheimischen Musikern in Indien. Nach ihrer Rückkehr widmete ihr Brigitte Theile am 17. April 2014 eine Folge der Bayern 3-Hörfunkreihe Mensch Theile!.
Grey hat ihren Hauptwohnsitz in Vaterstetten. Sie gibt weltweit Drumclinics, ist Autorin mehrerer Schlagzeugbücher und Gastdozentin am Institut Musik Daya Indonesia (IMDI) in Jakarta. Seit 2004 hat sie ihr eigenes Tonstudio und 2007 gründete sie ihr Label Noisy Mama Productions.

## Diskografie (Auswahl)
- 1992 Noisy Mama Noisy Mama mit Lonnie Plaxico, Craig Handy, Ron McClure
- 1994 Noisy Mama The Age Of Illusions, mit Ravi Coltrane, Mike Stern, Bobby Sanabria
- 1996 Noisy Mama Girls Can't Hit
- 2000 Grey & Marsico Happy Music mit Alberto Marsico
- 2001 Steve Hooks 66 Minutes of Joy
- 2001 Deirdre Cartwright Group Precious Things
- 2005 Witchcraft Live!
- 2007 Noisy Mama Drum Attack!
- 2010 Rainer Glas Universal Ensemble The Rainbow Suite
- 2013 Carola Grey’s Noisy Mama Road to Goa

## Schlagzeug-Schulen
- Drumworkshop. The Grey Way (Voggenreiter Verlag)
- Drum Action Classic Rock Grooves (PPV Medien)